# Tristaphodius asperulus
Tristaphodius asperulus är en skalbaggsart som beskrevs av Cervenka 1994. Tristaphodius asperulus ingår i släktet Tristaphodius och familjen Aphodiidae. Inga underarter finns listade i Catalogue of Life.